# ظبي الماء
الكَتَمْبور أو أم حتيت أو ظبي الماء (بالإنجليزية: Waterbuck)‏ (باللاتينية: Kobus ellipsiprymnus) هو ظبي كبير الحجم يوجد على نطاق واسع في إفريقيا جنوب الصحراء الكبرى.

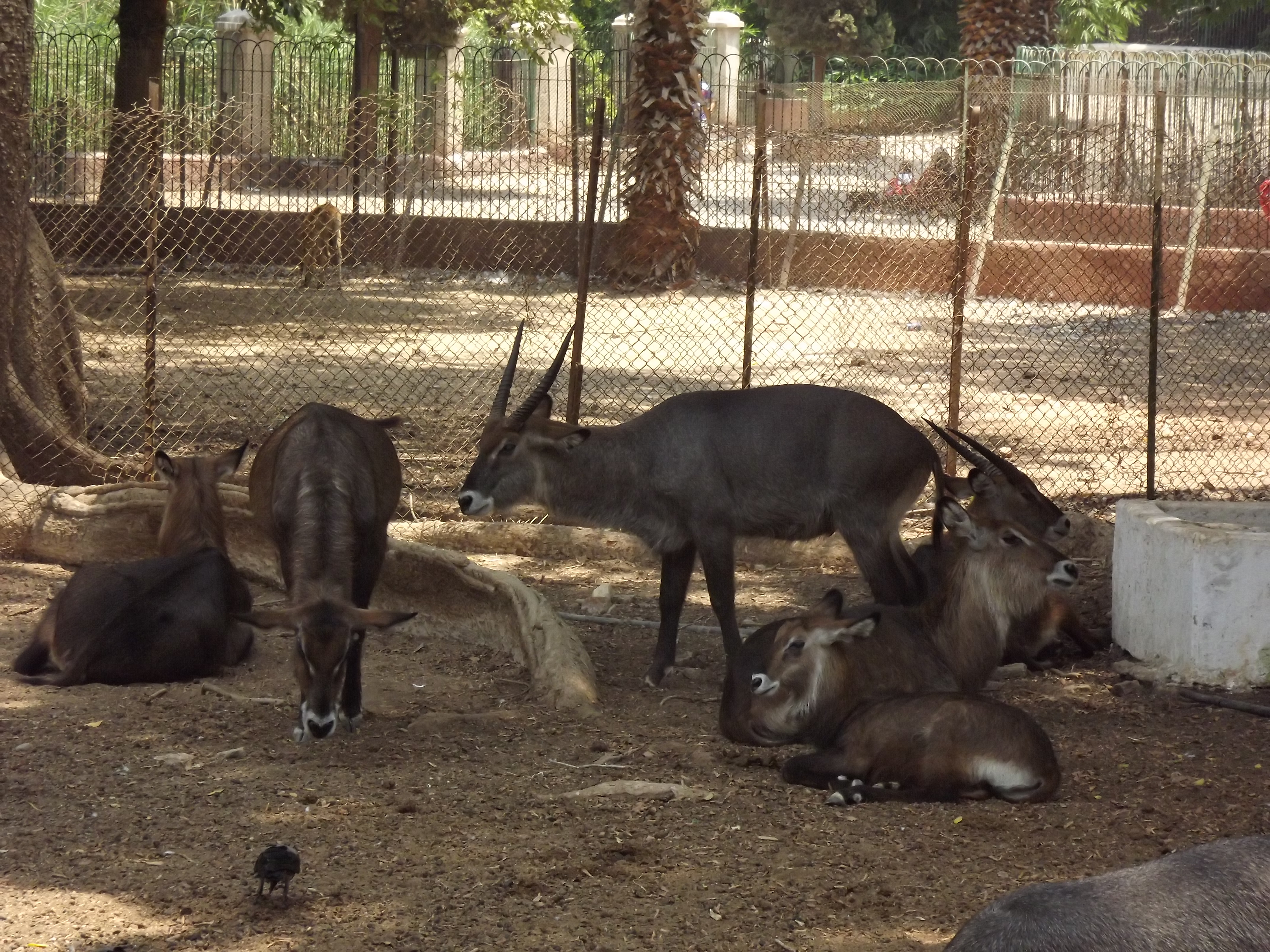
كتمبور في حديقة حيوانات الجيزة

## معرض صور

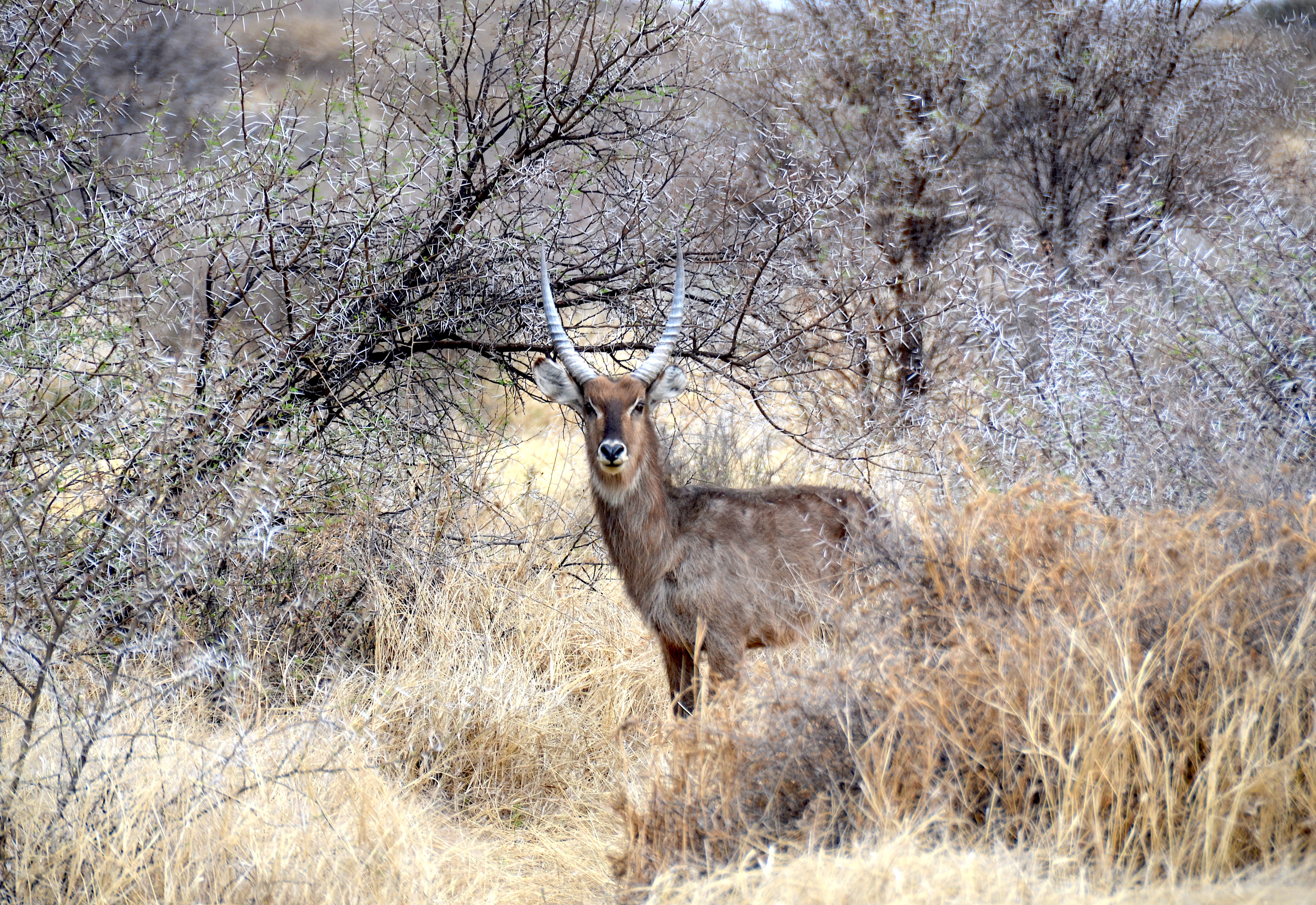
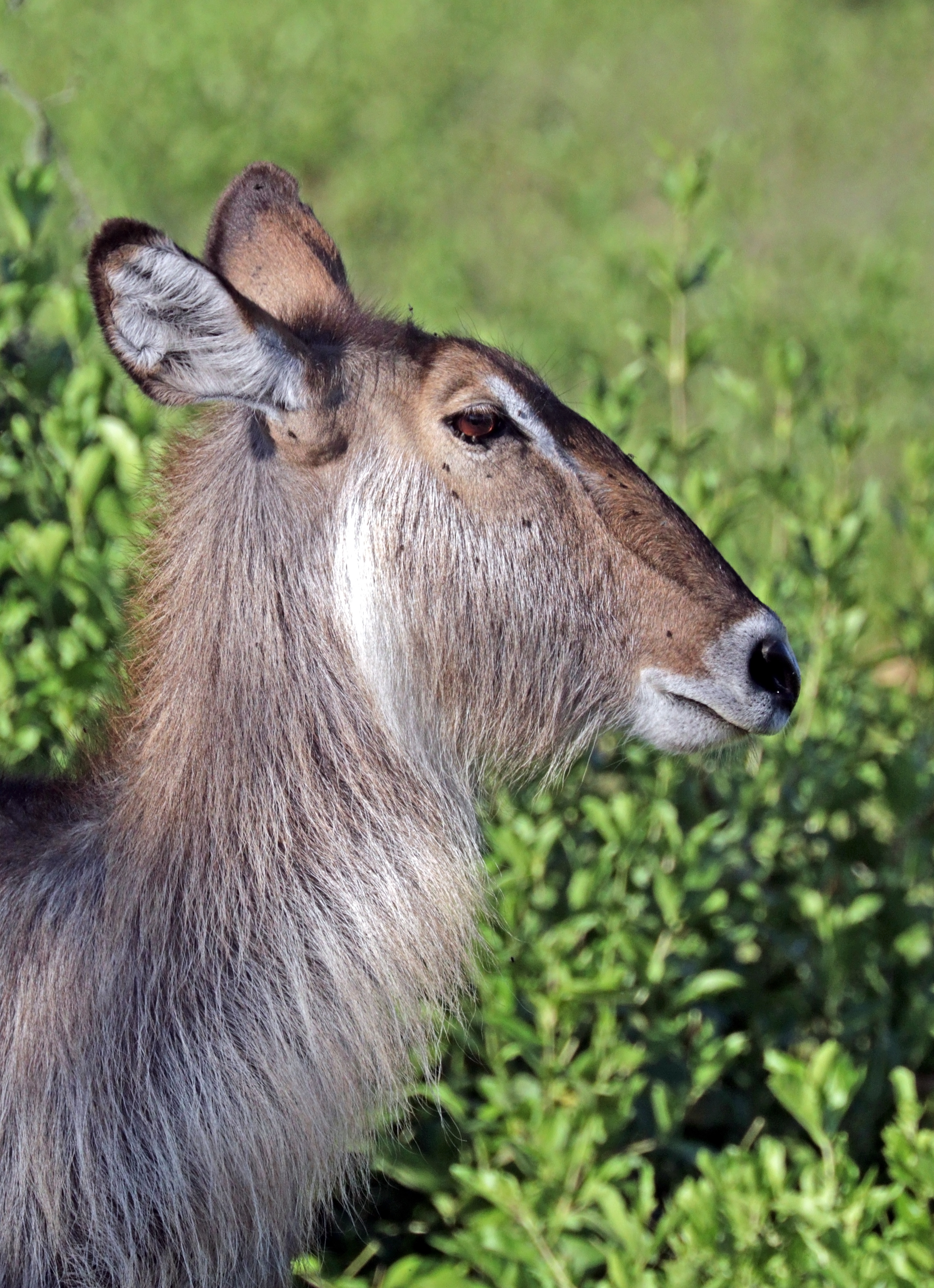
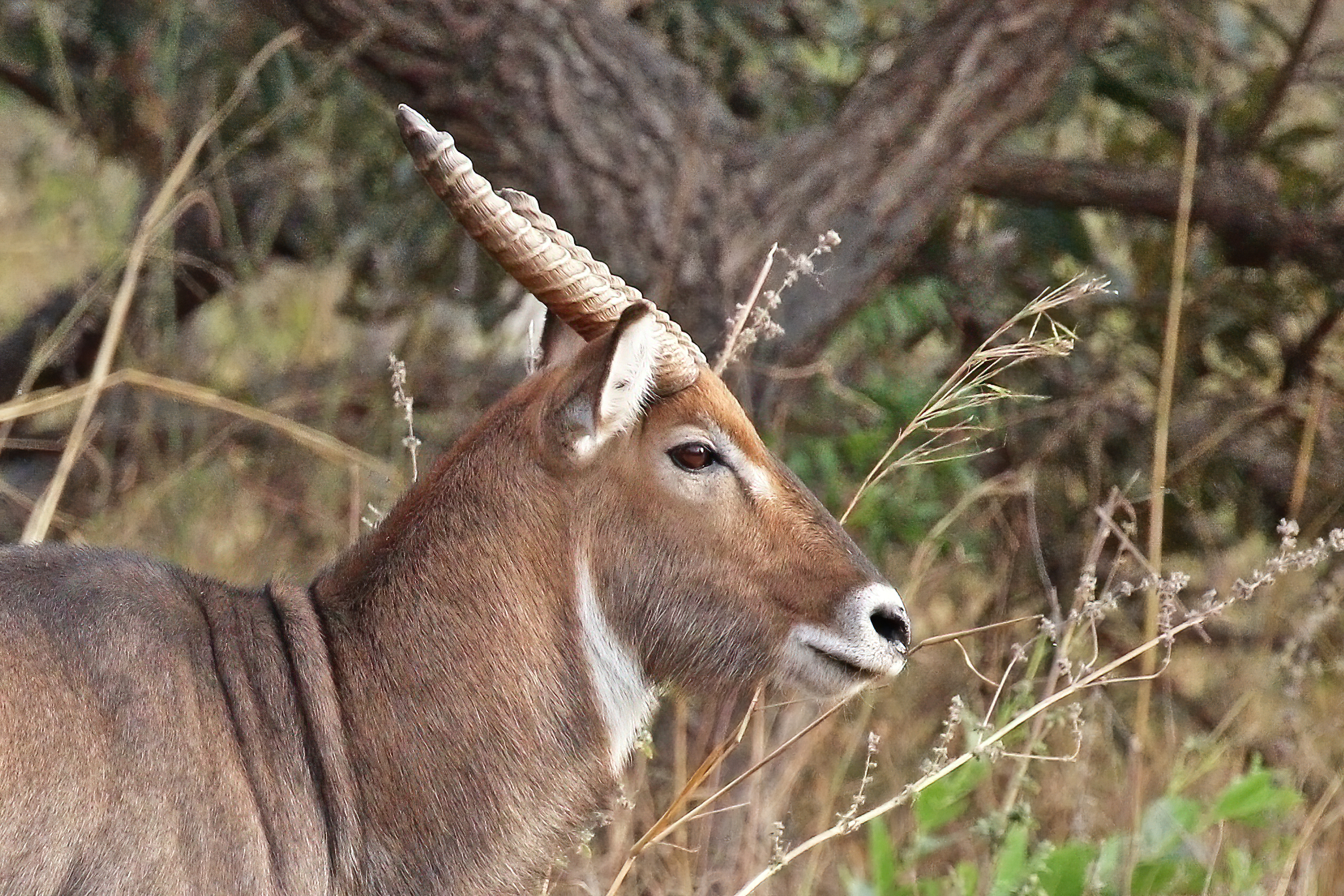
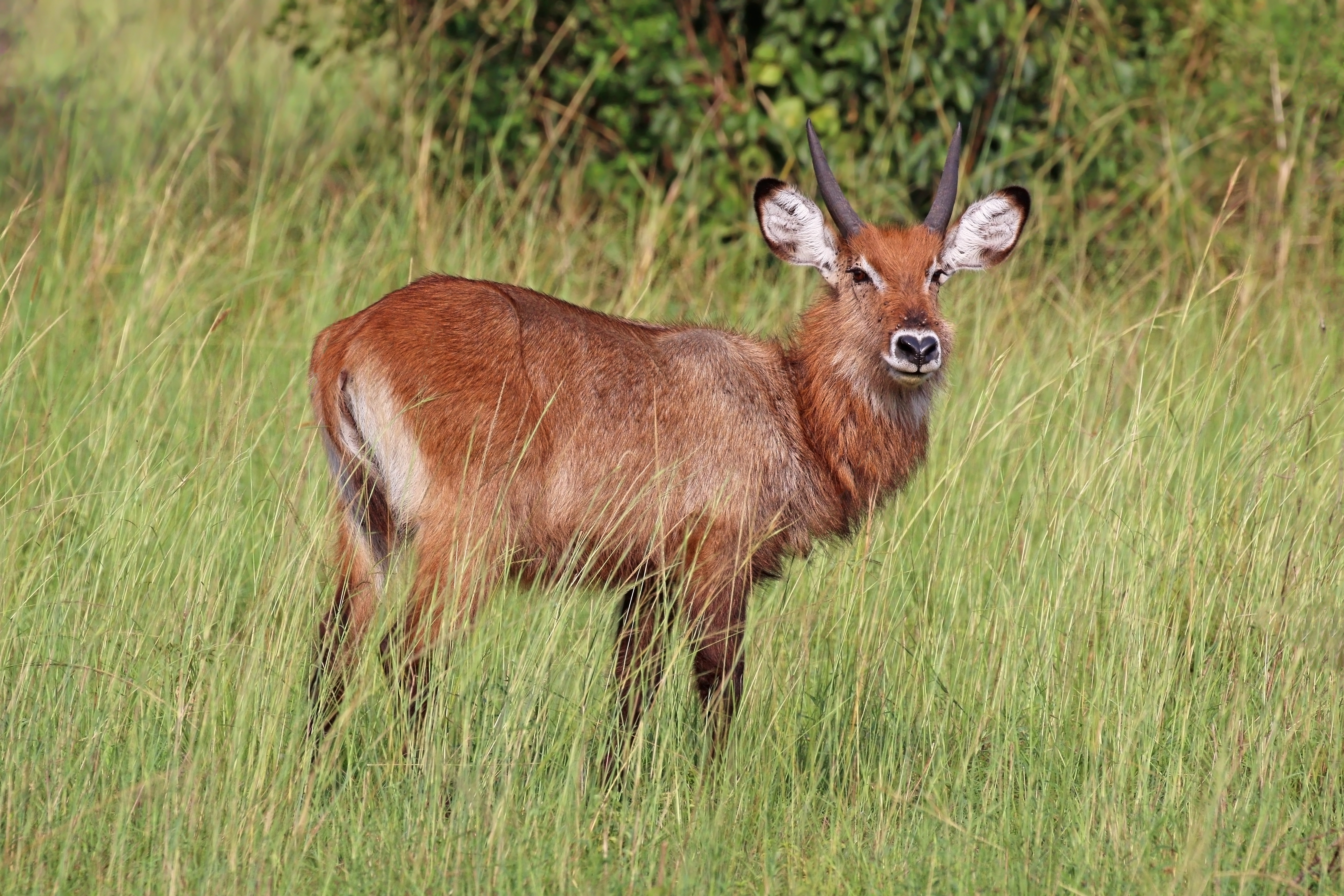
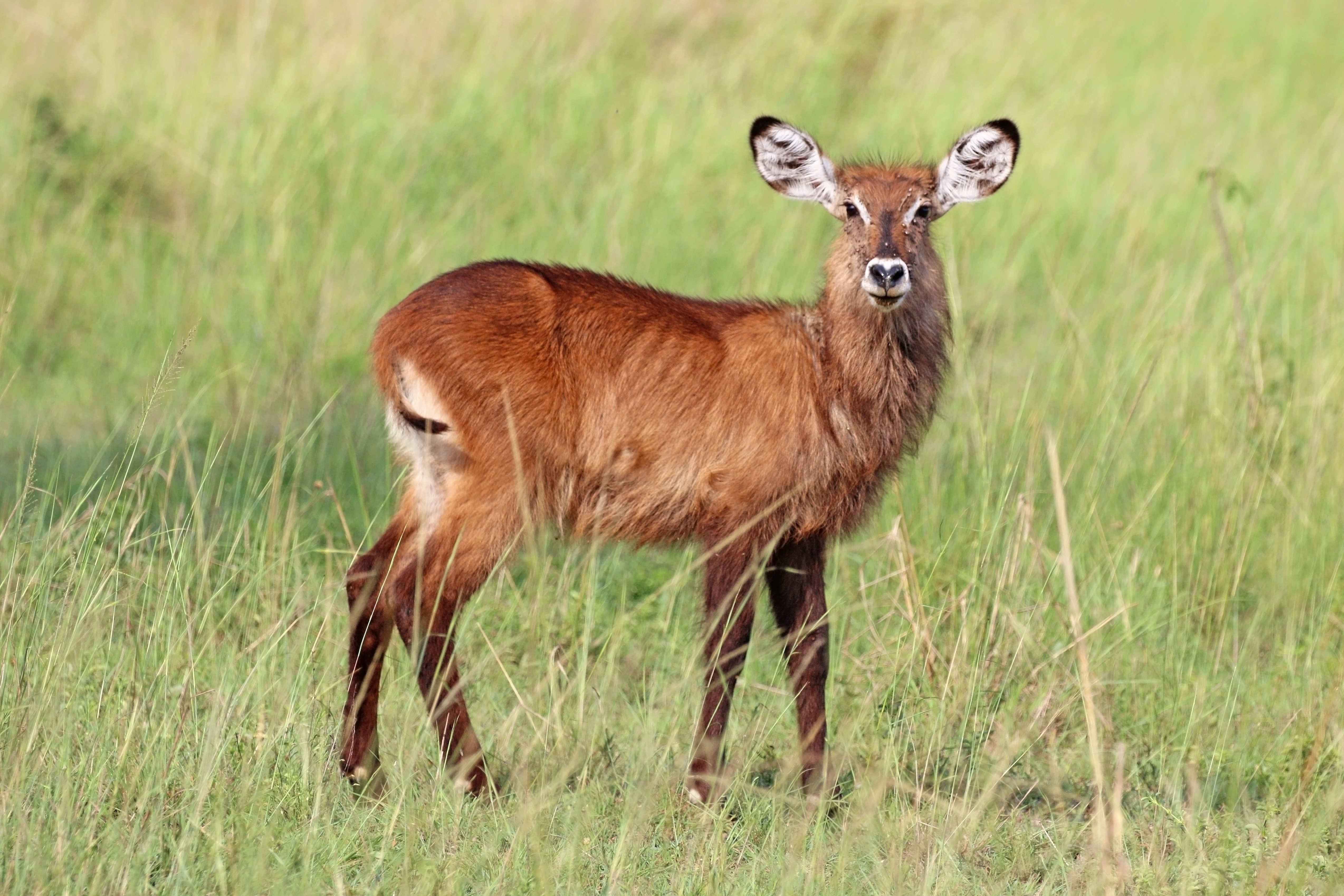
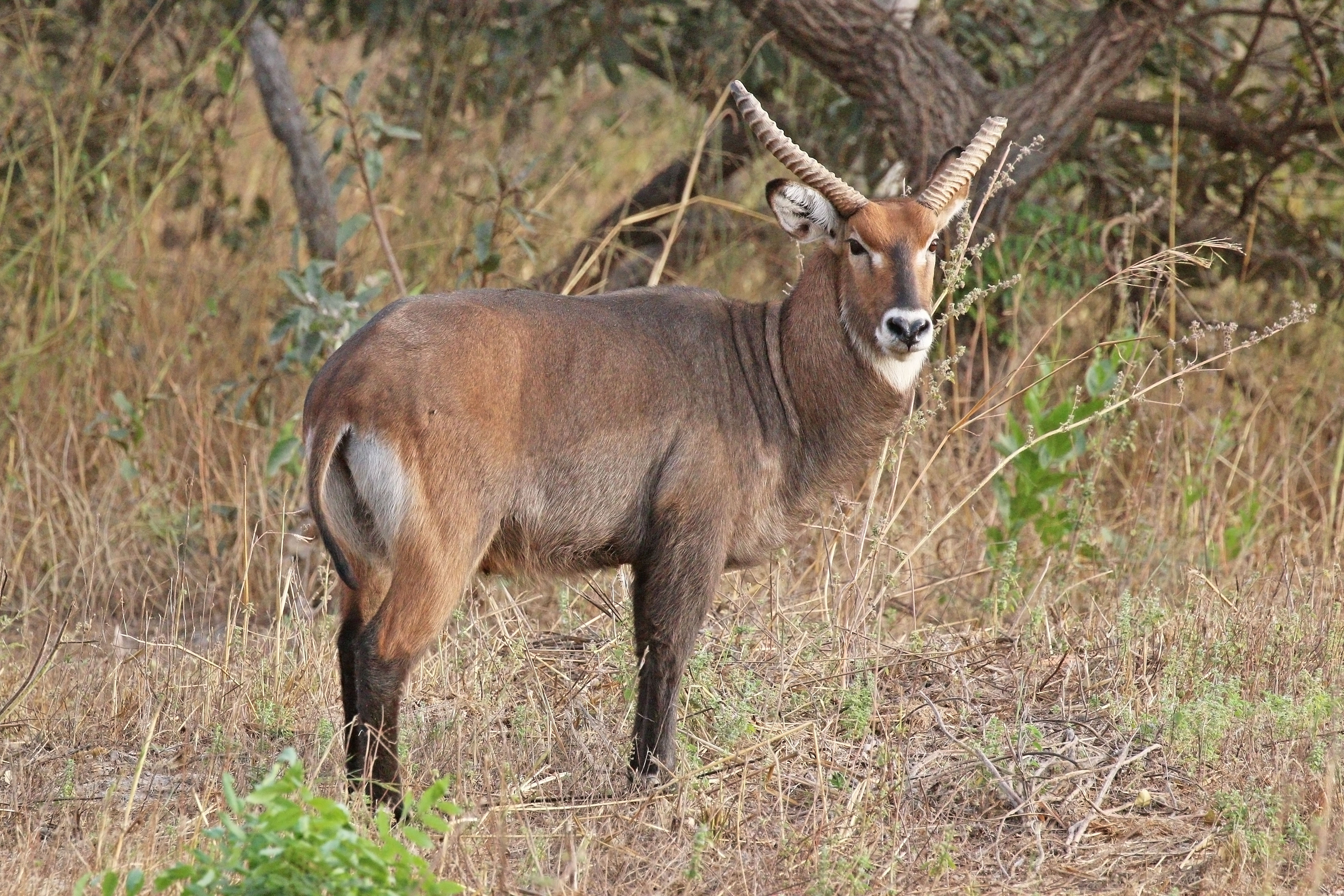